# المنخفض الكاتالوني المركزي
- جبال البرانس
- سفوح جبال البرانس.
- المنخفض الكاتالوني المركزي
- السلاسل الجبلية في المنخفض المركزي
- سلسلة الجبال المستعرضة الكتالونية
- سلسلة جبال كاتالونيا ما قبل الساحلية
- سلسلة جبال كاتالونيا الساحلية
- المنخفض الكاتالوني المركزي

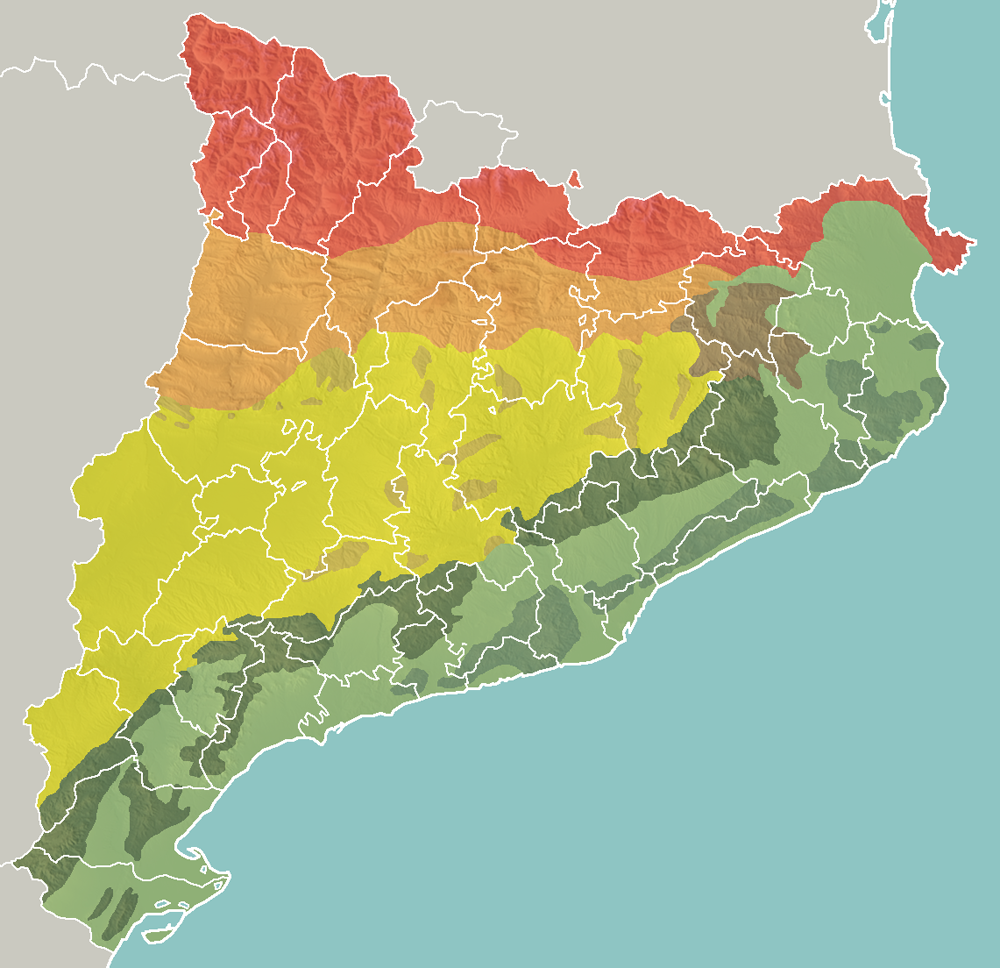
الخريطة الجيومورفولوجية لكاتالونيا:

المنخفض الكتالوني المركزي (بالكتالونية: Depressió Central Catalana)‏ هو منخفض طبيعي يقع بين سفوح جبال البرانس وسلسلة جبال كاتالونيا ما قبل الساحلية في إسبانيا . يتسع باتجاه الغرب ويرتبط بمنخفض إيبرو (بالكتالونية: Depressió de l'Ebre)‏ الذي يمكن اعتباره امتدادًا شرقيًا له. يبلغ طول المنخفض المركزي الكتالوني حوالي 180 كم وبمتوسط عرض 50 كم.